# International Data Corporation
International Data Corporation (IDC) (вимовляється Ай-Ді-Сі́) — міжнародна компанія, постачальник маркетингових досліджень, консультаційних послуг, організатор конференцій в області інформаційних технологій, телекомунікацій і споживчої електроніки. За власними даними компанії, в ній працює понад 1100 аналітиків, які оцінюють тенденції і можливості ІТ-галузі і технологій у понад 110 країнах.

## Історія
Компанія IDC була заснована в 1964 році Патріком Макговерном. Він організував та провів дослідження комп'ютерного ринку для UNIVAC, Xerox та Burroughs. Для проведення дослідження він наймав студентів. Через 3 роки дохід компанії склав 600 тис. доларів.

## IDC в Україні
Представництво «Ай.Ді.Сі. Сентрал Юроп ГмбХ Інтернаціонале Датен дер Компютеріндустрі» засноване 26 вересня 2007 року. 
У 2008 році, IDC в особі представництва «Ай.Ді.Сі. Сентрал Юроп ГмбХ Інтернаціонале Датен дер Компютеріндустрі» вступила до Асоціації підприємств інформаційних технологій України.
6 вересня 2017 року, в Україні було засновано ТОВ «АЙ СІ ДІ Україна» (м. Вінниця).

### Ключові особи
- Поздняков Володимир Валерійович — директор представництва, регіональний управляючий IDC в Україні, Білорусі і Молдові;
- Голембійовський Владислав Мартинович — керівник ТОВ «АЙ СІ ДІ Україна».